# José Ramón Sauto
José Ramón Sauto (Mexico-Stad, 12 september 1912 - Madrid, 16 april 1994) was een Mexicaans voetballer. Hij was de eerste Mexicaan uit de geschiedenis van Real Madrid.

## Spelerscarrière
Sauto werd in Mexico geboren, maar woonde zijn hele leven in Madrid. Hij startte zijn carrière bij Club Imperio en speelde vervolgens van 1933 tot 1944 voor Real Madrid, al is het vanwege de Spaanse Burgeroorlog niet helemaal duidelijk hoeveel seizoenen hij effectief in actie kwam voor Real Madrid. In zijn eerste seizoen speelde hij slechts 5 wedstrijden, maar onder trainer Francisco Bru werd hij een vaste waarde in de basis. Hij speelde uiteindelijk 137 wedstrijden voor Real Madrid (waarvan 97 competitiewedstrijden) en was van 1942 tot 1944 zelfs kapitein van de club. Sauto stopte in 1944 met voetballen, zijn laatste wedstrijd speelde hij op 9 april 1944 tegen FC Barcelona.
Sauto bleef ook na zijn carrière in Spanje wonen. Hij overleed er op 16 april 1994 in Madrid op 81-jarige leeftijd.